# Gare de Remy
Gare de Remy vasútállomás Franciaországban, Pikárdia régióban, Remy településen.

## Vasútvonalak
Az állomást az alábbi vasútvonalak érintik:
- Rochy-Condé–Soissons-vasútvonal

## Kapcsolódó állomások
A vasútállomáshoz az alábbi állomások vannak a legközelebb:
- Gare de Compiègne
- Gare d’Estrées-Saint-Denis